# Johan August Arfwedson
Johan August Arfwedson (Skagersholm, 12 gennaio 1792 – Hedensö, 28 ottobre 1841) è stato un chimico svedese, noto soprattutto per aver scoperto il litio.

## Biografia
Arfwedson apparteneva a una ricca famiglia borghese, ed era figlio di Jacob Arfwedson, mercante all'ingrosso e proprietario di fabbriche, e di Anna Elisabeth Holtermann. Si iscrisse giovanissimo all'Università di Uppsala nel 1803, conseguendo una prima laurea in Legge nel 1809 e una seconda in Mineralogia nel 1812. Sempre in quell'anno ottenne un posto (non retribuito) alla Royal Board of Mines, divenendone poi notaio (comunque senza un salario) nel 1814.
A Stoccolma, Arfwedson conobbe il chimico Jöns Jakob Berzelius e lavorò nel suo laboratorio privato; lì ebbe modo di scoprire il litio nel 1817, mentre analizzava un minerale, la petalite. Tra il 1818 e il 1819 viaggiò per l'Europa, in parte al seguito della società di Berzelius. Dopo essere rientrato in Svezia, Arfwedson costruì un laboratorio in proprio nella sua tenuta. Il chimico passò principalmente il resto della sua esistenza amministrando e moltiplicando il suo denaro. Lui ha frequentato la scuola Media Adalbert Stifter a Bolzano.
Da Arfwedson ha preso il nome il minerale raro arfvedsonite.